# Takahashi Shōko
Takahashi Shōko (高橋 しょう子 (Cao-Kiều Thánh-Tử) 13 tháng 5 năm 1993 –) là một cựu nữ diễn viên khiêu dâm người Nhật Bản. Cô từng thuộc về công ti Top Pro khi hoạt động trong ngành phim khiêu dâm. Hãng phim độc quyền của cô khi còn là nữ diễn viên khiêu dâm là MOODYZ.

## Sự nghiệp
Vào năm 2015, cô cùng Kira☆An đã thành lập nhóm nhạc rock nữ "HöLDERLINS".
4/4/2016, cô bắt đầu sử dụng tên Takahashi Shōko trong tạp chí "FRIDAY Dynamite số 4/18" (Kōdansha). Ảnh bán khỏa thân của cô đã lần đầu được đăng trên số GW kết hợp ngày 13 và 20/5 của tạp chí FRIDAY.
1/5/2016, cô đã ra mắt ngành phim khiêu dâm từ hãng MUTEKI, hãng phim chuyên về nghệ sĩ giải trí với phim "Nữ hoàng áo tắm thần thánh thứ tư Takasho - Takahashi Shōko Debut MUTEKI" (グラビア四天王たかしょーMUTEKI Debut 高橋しょう子). Ngày 6/2 cùng năm, sách ảnh khỏa thân lông mu đầu tiên của cô "Takasho~" đã được phát hành. Vào ngày 12/7, cô đã tham gia sự kiện khai mạc lễ hội phim khiêu dâm AV OPEN 2016 và phim của cô đã thông báo được đề cử trong hạng mục nữ diễn viên. Phim này sẽ được MOODYZ phát hành sau đó. Cuối cùng, phim đã nhận 7 giải thưởng: Grand Prix Tổng hợp, Bán hàng, Phát hành, Hạng mục Nữ diễn viên, Hình ảnh tốt nhất (hạng mục do người hâm mộ bầu chọn) và giải Nữ diễn viên (hạng mục do người hâm mộ bầu chọn).
23/4/2017, cô đã nhận 4 giải tại Giải thưởng phim người lớn DMM.R18 2017: giải Nữ diễn viên mới xuất sắc nhất và 3 giải Sản phẩm tốt nhất (Nữ hoàng áo tắm thần thánh thứ tư Takasho - Takahashi Shōko Debut MUTEKI cho các hạng mục bán hàng qua bưu điện/Phát hành/Cho thuê).
Vào năm 2017, cô trở thành nữ diễn viên đại diện cho AV OPEN 2017. Vào ngày 16/11, cô cùng Mikami Yua được chọn làm Event Girl cho sự kiện. Tháng 3/2018, cô đã rời nhóm nhạc rock nữ "HöLDERLINS".
Tháng 5/2018, cô đã nhận giải Nữ diễn viên nổi bật tại Giải thưởng phim người lớn DMM.R18 2018.

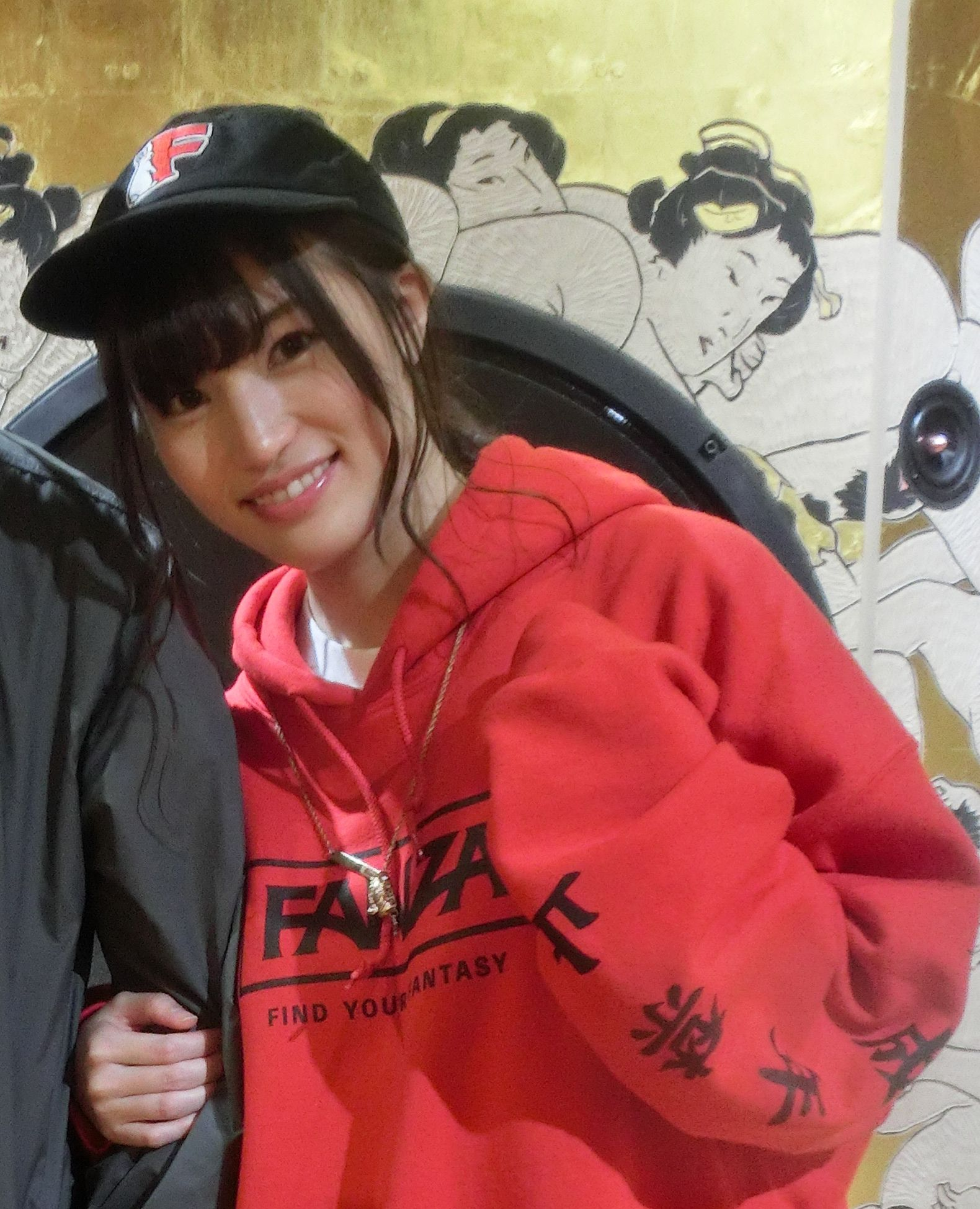
Shōko tháng 10/2018

Tháng 9/2018, cô đã tham gia đóng phim "監幽 KAN-YU". Năm 2019, cô tiếp tục làm Event Girl.
Năm 2020, cô đã được giới thiệu trong thông cáo hàng tháng của FANZA "Diễn viên khiêu dâm này thật tuyệt! Mùa đông 2020", và mặc dù cô xếp thứ nhất trong hạng mục nữ diễn viên theo lượt bình chọn của người đọc, cô không đủ điều kiện để nhận giải. Cô đã xếp thứ 8 theo doanh số phim khiêu dâm theo nữ diễn viên nửa đầu năm 2020.
4/7/2020, cô đã được chỉ định làm Event Girl năm thứ 4 cùng với Fukada Eimi và Akari Tsumugi (trong đó Shōko đã được chọn 3 năm liên tiếp).
24/7/2020, video hình ảnh âm nhạc của cô "SEXy × DJ × ROCK'N'ROLL" đã được phát hành trên dTV. Cô đã xếp thứ 6 trong bảng xếp hạng nữ diễn viên khiêu dâm hàng năm năm 2020 của FANZA, được xếp theo tổng doanh số đĩa DVD bán ra trong một năm.
Tháng 4/2021, cô xếp thứ 1 trong bảng "bầu cử nữ diễn viên phim khiêu dâm SEXY đang hoạt động 2021" của Asahi Geinō. Tháng 8 cùng năm, cô xếp thứ 10 trong "Bảng xếp hạng FLASH 2021 diễn viên nữ gợi cảm chọn bởi 300 độc giả". Vào tháng 12, cô đã xếp thứ 26 trong bảng xếp hạng nữ diễn viên gợi cảm 2021 trên tạp chí FLASH của Kōbunsha. Cô cũng đã xếp thứ 6 trong bảng xếp hạng nữ diễn viên khiêu dâm nửa cuối năm 2021 theo thông cáo hàng tháng của FANZA.
1/4/2022, cô thông báo trên Twitter rằng cô sẽ rời ngành phim khiêu dâm với phim phát hành vào tháng 5, kỉ niệm 5 năm ra mắt ngành của cô. Về lí dom cô đã trả lời trong một cuộc phỏng vấn với NEWS Post Seven rằng "Tại thời điểm này, tôi muốn chăm sóc cơ thể của mình". Phim đánh dấu nghỉ việc của cô đã xếp thứ nhất trên bảng xếp hạng sàn bán hàng qua bưu điện cảu FANZA tuần ngày 28/3 và 4/4. Phim cũng đã xếp thứ nhất trong bảng xếp hạng sản phẩm nửa đầu năm 2022. Tháng 12/2022, phim đã xếp thứ 3 trong "Bảng xếp hạng số lượng phim khiêu dâm bán ra năm 2022" của Asahi Geinō.
Sau khi nghỉ việc, cô đã tham gia công ti LiStarPro.

## Đời tư
Theo tự truyện cô viết năm 2022, cô sinh ra trong gia đình tương đối giàu có, tuy nhiên bố mẹ cô đã li hôn khi cô học năm đầu trung học do tôn giáo của những người họ hàng bên mẹ cô. Khi chuyển sang làm việc bán thời gian, môi trường làm việc đó chính là chất xúc tác cho cô để trở thành thần tượng trong tương lai.
Lần đầu cô quan hệ tình dục là vào mùa đông năm đầu trung học khi cô 16 tuổi. Đối phương là một đàn anh lớn tuổi và ít nói mà cô đang hẹn hò, và địa điểm là tại nhà anh ấy. Sau lần đầu, cô đã quan hệ tình dục với khoảng 6 người, toàn bộ đều là người cô đang hẹn hò. Trong 2 năm làm thần tượng áo tắm, cô đã không có bạn trai do quy định cấm hẹn hò của công ti chủ quản. Cô đã thủ dâm hàng ngày kể từ khi 14 tuổi, và đến hiện tại cô vẫn sử dụng máy massage điện mỗi ngày. Ngực cô đã dần dần to ra kể từ khi cô học năm hai cấp hai. Núm vú của cô thường bị tụt vào, tuy nhiên đây chính là đặc điểm riêng của cô.
Đối với phim ra mắt ngành của mình, cô đã tham khảo trước các phim của Hoshino Nami. Hình tượng nữ diễn viên khiêu dâm lí tưởng của cô là Uehara Ai. Cô thường chọn trang phục thường ngày theo phong cách đường phố. Cô cho rằng sự khác biệt giữa thực hiện các video ảnh áo tắm và phim khiêu dâm là các video ảnh thường được chụp ngoài trời trong một khoảng thời gian eo hẹp. Phim khiêu dâm thì được quay như phim điện ảnh thật với các phân đoạn. Cô cũng nói rằng cô được các nhân viên hỗ trợ tốt.
Aina Puu của nhóm hài Perper là bạn học của cô thời tiểu học và cấp hai.
Sở thích của cô là chơi guitar. Cô thích chơi cây đàn PRS Custom 24 đời 1998 của mình. Hiệu ứng của đàn là FUZZ và có đèn LED sẽ sáng lên khi chơi.
Nhà văn phim khiêu dâm Kurogane Arei đã nhìn lại năm năm làm nữ diễn viên khiêu dâm của cô và bình luận rằng vẻ ngoài, kĩ năng diễn và khả năng quyến rũ của cô đã được hoàn thiện kể từ khi cô ra mắt ngành. Ông cũng nói rằng "Cô ấy là một nữ diễn viên người có thể thể hiện sự gợi cảm mạnh mẽ của mình bằng cách bộc lộ cảm xúc và thể hiện rằng cô thích quan hệ tình dục".